# 電波ラボラトリー
『電波ラボラトリー』（でんぱラボラトリー）は、2016年5月26日からニコニコ生放送で放送されているインターネット番組。前身番組である「電波諜報局」および「電波研究社」についても解説する。

## 電波研究社
『電波研究社』（でんぱけんきゅうしゃ）は、ニコニコ生放送で毎週木曜日の20時00分から約1時間放送されていたインターネット番組。

### 概要
前身番組『とりあえず生中』から番組名を改め、単独番組として再スタートした。主に、アニメ、ゲームなどの情報を紹介する。
2012年10月25日をもって番組が終了したが、2013年3月18日に行われた『電波研究社〜一夜限りの復活SP〜』にて、『電波諜報局』と番組名を変えて再スタートすることが発表された。

### パーソナリティ
- 部長：May'n
- 係長：鷲崎健
- 部長代理：南條愛乃、明坂聡美、佐咲紗花、麻生夏子、牧野由依

### 社訓
- アニメ大好き!
- ゲーム大好き!!
- ニコニコも大好き!!!

### コーナー
- アニメ研究課からの報告
- ゲーム実況課からの報告
- アニソン調査課からの報告
- 特別社員からの報告

### スタッフ
- 構成：吉原じゅんぺい
- 出演マネジメント ： ホリプロ、アトミックモンキー
- ヘアメイク ： Office フリンジ
- visual producer ： 松井英樹
- stylist assistant ： 荒木聡美（H style s.p.a）
- 収録技術：レック / アポロ・プロダクション
- 協力：フライングドッグ / ランティス / ジェネオン・ユニバーサル・エンターテイメント / キングレコード / ソニー・ミュージックエンタテインメント / ソニー・ミュージックレコーズ / ソニー・ミュージックアーティスツ / ソニー・ミュージックアソシエイテッドレコーズ / EPICレコードジャパン / SMEレコーズ / エイベックス・エンタテインメント / ワーナー エンターテイメント ジャパン / ビクターエンタテインメント / 5pb. / アニプレックス / 東映アニメーション / メディアファクトリー / 角川書店 / マーベラスAQL / バンダイビジュアル / バンダイナムコゲームス / バンダイ / バンプレスト / ポニーキャニオン / マッドハウス / 円谷プロダクション / サンライズ / サンライズ音楽出版 / 手塚プロダクション / ブシロード / グッドスマイルカンパニー / フロンティアワークス / ブロッコリー / カプコン / コーエー / スクウェア・エニックス / コナミデジタルエンタテインメント / セガ / ソニー・コンピュータエンタテインメント / ハドソン / アークシステムワークス / ガスト / アスキー・メディアワークス / 講談社 / 集英社 / 小学館 / NHK / フジテレビ / テレビ東京 / 松竹 / 東宝 / 日活 / シナジー・リレーションズ / 東映
- Special Thanks ： 渚 / えどさん”&ふみいち / 大石里沙 / 瀬田蔵人 / 北原陽太 / 吉野絵美子 / 相田毅 / 大野瞬 / 栗城大介 / ひらD / 荒谷敬介 / 日経エージェンシー / ノーアウト / ライトフィックス / サンフォニックス / シミズオクト / ティーシング / アニメロミックス
- 制作協力 ： CELL / 文化放送 / 文化放送開発センター / MAGES.
- ディレクター ： 藤野盆樹 / 村上たかひろ / 横山幸恵 / 加藤久美
- チーフディレクター ： 加藤多彦
- プロデューサー ： 安藤優 / 伊藤すみれ / 小西由記
- チーフプロデューサー ： 染川快興
- 製作著作 ： ドワンゴ

### 歴代エンディングテーマ
- ゆいかおり「HEARTBEATが止まらないっ!」（2010年11月）
- Crush Tears「LOVE LOVE SHOW」（2010年12月）
- 佐咲紗花「snow ring」（2011年1月）
- ミルキィホームズ「恋の調査報告書」（2011年3月）
- SPYAIR「Crazy」（2011年6月）
- Sea☆A「DREAM SHOOTER」（2011年8月）
- ゆいかおり「PUPPY LOVE!!」（2011年9月）
- marble「残像キセキ」（2011年11月）
- ViViD「message」（2012年1月）
- LiSA「WiLD CANDY」（2012年2月）
- GRANRODEO「Love in shelter」（2012年4月）

### 出演ゲスト一覧
| 年     | 月日     | ゲスト・内容 |
| ------ | -------- | --- |
| 2010年 | 11月4日  | ゆいかおり |
| 2010年 | 11月11日 | 牧野由依 |
| 2010年 | 11月25日 | 八木沼悟志(fripSide)、流田Project |
| 2010年 | 12月2日  | 川田まみ、飛蘭 |
| 2010年 | 12月9日  | DECO*27、marina |
| 2010年 | 12月16日 | 金元寿子、水島努、彩音 |
| 2010年 | 12月23日 | 石井真、明坂聡美 |
| 2011年 | 1月6日   | 佐咲紗花 |
| 2011年 | 1月20日  | 田村ゆかり |
| 2011年 | 1月27日  | 佐倉綾音、藤原鞠菜、浅野真澄 |
| 2011年 | 2月10日  | ELISA、麻生夏子 |
| 2011年 | 2月17日  | 川田まみ、霜月はるか |
| 2011年 | 2月24日  | ももいろクローバー、TOPGUN、米倉千尋 |
| 2011年 | 3月3日   | 石元丈晴、ニーコ |
| 2011年 | 3月24日  | ミルキィホームズ、Rey |
| 2011年 | 3月31日  | 茅野愛衣、小林ゆう |
| 2011年 | 4月7日   | 南條愛乃、ゆいかおり |
| 2011年 | 4月14日  | LiSA、飛蘭 |
| 2011年 | 4月21日  | momo |
| 2011年 | 4月28日  | ヒャダイン、牧野由依 |
| 2011年 | 5月5日   | 高橋美佳子 |
| 2011年 | 5月12日  | いとうかなこ、喜多修平 |
| 2011年 | 5月19日  | 牧野由依、佐咲紗花、中野愛子 |
| 2011年 | 5月26日  | Team.ねこかん[猫]、新☆谷良子、喜多村英梨 |
| 2011年 | 6月2日   | 愛美、azusa |
| 2011年 | 6月9日   | 黒田崇矢、東山奈央 |
| 2011年 | 6月16日  | angela |
| 2011年 | 6月23日  | 富田麻帆 |
| 2011年 | 7月7日   | 茅原実里、でんぱ組.inc |
| 2011年 | 7月14日  | 宮野真守、Sea☆A |
| 2011年 | 7月21日  | 麻生夏子 |
| 2011年 | 7月28日  | 日高里菜 |
| 2011年 | 8月4日   | 明坂聡美、KAORI、KEIKO、南里侑香 |
| 2011年 | 8月11日  | 内田彩、楠田亜衣奈、新田恵海、飯田里穂、久保ユリカ、徳井青空、Pile |
| 2011年 | 8月18日  | 吉岡亜衣加、azusa |
| 2011年 | 8月25日  | あそうにゃつこ＆ニャダイン、神田朱未、白石涼子 |
| 2011年 | 9月1日   | ELISA、SPYAIR |
| 2011年 | 9月15日  | 伊藤賢治、下村陽子、大谷美貴、片岡あづさ |
| 2011年 | 9月22日  | 飛蘭、NAOKI（TЁЯRA） |
| 2011年 | 9月29日  | 流田Project、ゆいかおり |
| 2011年 | 10月6日  | ぽこた |
| 2011年 | 10月13日 | The Sketchbook、Suara |
| 2011年 | 10月20日 | 阿澄佳奈、広橋涼、野水いおり |
| 2011年 | 10月27日 | 栗林みな実、ちょうちょ |
| 2011年 | 11月3日  | marble、麻生夏子 |
| 2011年 | 11月10日 | 浅野真澄 |
| 2011年 | 11月17日 | 明坂聡美・三森すずこ・水原薫、KOTOKO |
| 2011年 | 11月24日 | LiSA、Sea☆A |
| 2011年 | 12月1日  | DUSTZ、School Food Punishment |
| 2011年 | 12月8日  | MOSAIC.WAV |
| 2011年 | 12月15日 | 吉田真弓、小野涼子、fripSide、上坂すみれ |
| 2011年 | 12月22日 | 田村ゆかり、日笠陽子 |
| 2012年 | 1月5日   | 高城元気、徳井青空、佐々木未来 |
| 2012年 | 1月12日  | angela、松山洋監督 |
| 2012年 | 1月19日  | 野水伊織、南條愛乃、内田彩、合田彩、柏山奈々美、東城咲耶子 |
| 2012年 | 1月26日  | 小松未可子、富樫美鈴、村田知沙、遠藤正明、ヒカルド・クルーズ |
| 2012年 | 2月2日   | 麻生夏子、川田まみ |
| 2012年 | 2月9日   | 石原夏織、日高里菜、Ray |
| 2012年 | 2月16日  | 堀江由衣、門脇舞以 |
| 2012年 | 2月23日  | Aqua Timez、石鹸屋 |
| 2012年 | 3月1日   | ALTIMA |
| 2012年 | 3月8日   | MUCC |
| 2012年 | 3月15日  | 南里侑香、ゆいかおり |
| 2012年 | 3月22日  | SPYAIR |
| 2012年 | 3月29日  | 上松範康、森井佑介 |
| 2012年 | 3月31日  | ANIME CONTENTS EXPO 2012 9時間SP ～幕張から世界へ～day1 9：00～ 石原夏織、瀬戸麻沙美、小松未可子                                                                                                |
| 2012年 | 3月31日  | ANIME CONTENTS EXPO 2012 9時間SP ～幕張から世界へ～day1 10：00～ MC：明坂聡美、佐咲紗花 ゲスト：野水伊織、富樫美鈴、佐土原かおり、味里                                                          |
| 2012年 | 3月31日  | ANIME CONTENTS EXPO 2012 9時間SP ～幕張から世界へ～day1 12：00～ MC：明坂聡美、佐咲紗花 ゲスト：LiSA、河野マリナ                                                                                |
| 2012年 | 4月1日   | ANIME CONTENTS EXPO 2012 9時間SP ～幕張から世界へ～day2 14：00～ MC：佐咲紗花 ゲスト：鈴木このみ                                                                                                |
| 2012年 | 4月1日   | ANIME CONTENTS EXPO 2012 9時間SP ～幕張から世界へ～day2 16：00～ MC：明坂聡美、佐咲紗花 ゲスト：種田梨沙、石浜真史(監督)、神田朱未、河森正治(監督)                                              |
| 2012年 | 4月1日   | ANIME CONTENTS EXPO 2012 9時間SP ～幕張から世界へ～day2 17：00～ MC：明坂聡美 |
| 2012年 | 4月5日   | 野水いおり、代永翼、原由実 |
| 2012年 | 4月12日  | 竹達彩奈、三澤紗千香 |
| 2012年 | 4月19日  | 宮野真守、藤田麻衣子 |
| 2012年 | 4月26日  | Kalafina、春奈るな |
| 2012年 | 4月29日  | LIVE SPECIAL～＠ニコニコ超会議 MC：明坂聡美 ゲスト：今井麻美、仁後真耶子、原由実、浅倉杏美、長谷川明子、AeLL.、流田Project 七森中☆ごらく部、ヒャダイン、飛蘭、ミルキィホームズ、May'n＆浅倉大介 |
| 2012年 | 5月3日   | 石川智晶、黒崎真音 |
| 2012年 | 5月10日  | 田村直美、霜月はるか |
| 2012年 | 5月17日  | 下田麻美、浅倉杏美、Machico |
| 2012年 | 5月24日  | Suara |
| 2012年 | 5月31日  | 内田真礼、矢尾一樹 |
| 2012年 | 6月7日   | 羽多野渉、佐土原かおり、味里 |
| 2012年 | 6月14日  | Ceui |
| 2012年 | 6月21日  | 牧野由依 |
| 2012年 | 6月28日  | 上坂すみれ、小倉唯 |
| 2012年 | 7月5日   | 明坂聡美(MC)、彩音、空中分解、佐倉綾音 |
| 2012年 | 7月12日  | 小松未可子、綾乃美花、朝倉由舞 |
| 2012年 | 7月19日  | 佐咲紗花、桑島法子、広橋涼、斎藤千和 |
| 2012年 | 7月26日  | 奥井亜紀、野中藍、水橋かおり |
| 2012年 | 8月2日   | 流田Project、佐香智久 |
| 2012年 | 8月9日   | 川田まみ、田村ゆかり |
| 2012年 | 8月16日  | yozurino*、きただにひろし |
| 2012年 | 8月23日  | JAM Project、南里侑香 |
| 2012年 | 8月30日  | 佐藤ひろ美、黒崎真音 |
| 2012年 | 9月6日   | 藍井エイル、榊原ゆい |
| 2012年 | 9月20日  | 中原麻衣、生天目仁美、buzzG、相沢舞 |
| 2012年 | 9月27日  | 門脇舞以、岸田メル |
| 2012年 | 10月4日  | 三森すずこ、中津真莉子 |
| 2012年 | 10月11日 | 本多真梨子、美名、富樫美鈴、ゆいかおり |
| 2012年 | 10月18日 | 河野マリナ、黒崎真音 |
| 2012年 | 10月25日 | 小松未可子、angela |
| 2013年 | 3月18日  | 一夜限りの復活SP LiSA、飛蘭 |

## 電波諜報局
電波諜報局（でんぱちょうほうきょく）は、ニコニコ生放送で隔週木曜日の20時00分から約1時間放送されていたインターネット番組。

### 概要
2013年3月18日に行われた『電波研究社〜一夜限りの復活SP〜』にて、前身番組『電波研究社』から番組名を改め、半年ぶりに復活した。アニメやゲームなどの情報を諜報（紹介）したり、ゲストを招いてトークを行う。収録場所は、JOYSOUND品川港南口店２階「J-SQUARE」。第3回目（2013年5月2日）放送より、公開生放送として抽選で20組40名が番組観覧に招待される。
2014年8月には前身の番組を含めて初めて公式サイトが開設された。
2015年6月25日放送回より、収録場所がアニメコラボカフェ「shirobaco」に変更になっている。
2016年3月20日に開催されたイベント「電波諜報局 3周年記念感謝祭」にて番組終了し、近日中にリニューアルされることが発表された。（レギュラー放送としては2016年3月3日放送分が最終回となる）
2016年4月29日に幕張メッセ国際展示場で行われたニコニコ超会議2016の真空管ドールズブース「鷲崎健&May'nの真空管ドールズ超生放送」にて、5月から番組名を「電波ラボラトリー」に改めて放送されることが発表された。

### パーソナリティ
- 電波諜報局 情報部 部長 ： May'n
- 電波諜報局 情報部 局員 ： 鷲崎健
- 潜入諜報員：Machico

### スタッフ
- 構成 ： 吉原じゅんぺい
- ヘアメイク ： 水谷さやか / フリンジ
- デザイン ： 柳本明宏 / 高松信彰
- 技術 ： アポロ・プロダクション
- 技術協力 : ドワンゴ / エクシング
- 制作協力 ： アトミックモンキー / ホリプロ
- 宣伝/広報 ： 米倉健一郎 / 島村舞 / 湯田健太郎
- チーフディレクター ： 加藤多彦
- アートディレクター ： 大福雄亮
- ディレクター ： 秋場茂 / 加藤千絵 / 染川快興 / 伊藤すみれ
- アシスタントプロデューサー ： 高松信彰 / 吉田政司 / 大角誠
- プロデューサー ： 瀬田蔵人
- エグゼクティブプロデューサー ： 石倉正啓 / 藤本智俊 / 岸森章
- 電波諜報局製作委員会 ： エイベックス・ライヴ・クリエイティヴ / JOYSOUND / ローソンHMVエンタテイメント

### 鉄の掟
- アニメ大好き!
- ゲーム大好き!!
- ニコニコも大好き!!!

### コーナー
- 特別諜報局員からの報告
- 電波諜報局・情報部からの報告
- 局長からの指令
- ランキングを諜報せよ
- DNN（DENPA NEWS NETWORK）

### 出演ゲスト一覧
| 年     | 月日     | ゲスト・内容                                                                                 |
| ------ | -------- | -------------------------------------------------------------------------------------------- |
| 2013年 | 4月4日   | 春奈るな、三森すずこ                                                                         |
| 2013年 | 4月18日  | 黒崎真音、上坂すみれ                                                                         |
| 2013年 | 5月2日   | 川田まみ、仁後真耶子、郁原ゆう                                                               |
| 2013年 | 5月16日  | 佐咲紗花、fripSide                                                                           |
| 2013年 | 5月30日  | 大久保瑠美、西明日香、荒川美穂、部長代理MC明坂聡美                                           |
| 2013年 | 6月13日  | えどさん”＆ふみいち、Ray                                                                     |
| 2013年 | 6月27日  | 藍井エイル、ELISA                                                                            |
| 2013年 | 7月11日  | 麻生夏子、遠藤正明                                                                           |
| 2013年 | 7月25日  | 春奈るな、流田豊、bamboo                                                                     |
| 2013年 | 8月8日   | 櫻井孝宏、伊藤静、KOTOKO                                                                     |
| 2013年 | 8月22日  | えどさん”＆ふみいち、Trident                                                                 |
| 2013年 | 9月5日   | FREE蛇'M、徳井青空、佐々木未来                                                               |
| 2013年 | 9月19日  | ayami、Please&Secret（Pile、楠田亜衣奈）                                                     |
| 2013年 | 10月3日  | 寺川愛美、杉田智和、森利道                                                                   |
| 2013年 | 10月17日 | 三森すずこ、藤井ゆきよ、岡本信彦                                                             |
| 2013年 | 10月31日 | ゲーム「エクステトラ」特集、黒崎真音                                                         |
| 2013年 | 11月14日 | 田中敦子、Ceui                                                                               |
| 2013年 | 11月28日 | Yun*chi、種田梨沙                                                                            |
| 2013年 | 12月12日 | 河野マリナ、でんぱ組.inc                                                                     |
| 2013年 | 12月26日 | ChouCho、柿原徹也、流田豊、西明日香、大橋彩香                                                |
| 2014年 | 1月9日   | 悠木碧、河森正治、東山奈央、VTR出演：石川界人、竹達彩奈                                      |
| 2014年 | 1月23日  | 藍井エイル、田中美海、高木美佑、ALTIMA                                                       |
| 2014年 | 2月6日   | 遠藤会（遠藤正明、bamboo、やまけん）、遠藤ゆりか                                             |
| 2014年 | 2月20日  | 宮野真守、猪野広樹、鷲尾修斗、横山昌義                                                       |
| 2014年 | 3月6日   | livetune、GARNiDELiA                                                                         |
| 2014年 | 3月20日  | 畑亜貴、小野賢章                                                                             |
| 2014年 | 4月3日   | 佐咲紗花、伊瀬茉莉也                                                                         |
| 2014年 | 4月17日  | 笹原和也、佐藤大、藏合紗恵子、内田真礼                                                       |
| 2014年 | 5月1日   | ミルキィホームズ（三森すずこ、徳井青空、佐々木未来、橘田いずみ） LiSA                        |
| 2014年 | 5月15日  | 分島花音、fripSide                                                                           |
| 2014年 | 5月29日  | Ray、加隈亜衣                                                                                |
| 2014年 | 6月12日  | Kalafina、Machico、日笠陽子                                                                  |
| 2014年 | 6月26日  | 新垣樽助、ELISA                                                                              |
| 2014年 | 7月10日  | 黒崎真音、長妻樹里                                                                           |
| 2014年 | 7月24日  | カスタマイZ、井口裕香                                                                        |
| 2014年 | 8月7日   | 蒼井翔太、大橋彩香                                                                           |
| 2014年 | 8月21日  | ZAQ、藍井エイル、春奈るな                                                                    |
| 2014年 | 9月4日   | 原由実、諏訪彩花、新田恵海                                                                   |
| 2014年 | 9月18日  | SCREEN mode、内田彩                                                                          |
| 2014年 | 10月16日 | every♥ing!（木戸衣吹、山崎エリイ）、東山奈央、羽多野渉                                       |
| 2014年 | 10月30日 | 長美成、重松佑佳、菅原そうた、fhána、部長代理MC愛美                                          |
| 2014年 | 11月13日 | 玉置成実、津田健次郎                                                                         |
| 2014年 | 11月27日 | 綾野ましろ、石田燿子                                                                         |
| 2014年 | 12月11日 | Yun*chi、StylipS                                                                             |
| 2014年 | 12月25日 | Wake Up, Girls!（吉岡茉祐、青山吉能、高木美佑）、田村ゆかり                                  |
| 2015年 | 1月22日  | 春奈るな、Trident                                                                            |
| 2015年 | 2月5日   | Fo'xTails、富永TOMMY弘明、橋本仁                                                             |
| 2015年 | 2月19日  | 大橋彩香、奥井雅美 ミルキィホームズ（三森すずこ、徳井青空、佐々木未来、橘田いずみ）          |
| 2015年 | 3月5日   | タカオユキ（みみめめMIMI）、LiSA                                                             |
| 2015年 | 3月19日  | FUNCTION6ch、福山芳樹                                                                        |
| 2015年 | 4月2日   | Machico、長妻樹里                                                                            |
| 2015年 | 4月16日  | 上田麗奈、しょこたん♥でんぱ組                                                                |
| 2015年 | 4月30日  | TRUE、井口裕香、分島花音、部長代理MC青木瑠璃子                                               |
| 2015年 | 5月14日  | 中ノ森文子、山口立花子                                                                       |
| 2015年 | 6月25日  | 奥井雅美、イヤホンズ、河森正治、菅沼久義、部長代理MC明坂聡美                                 |
| 2015年 | 7月9日   | Yun*chi、大原さやか、伊藤静、部長代理MC愛美                                                  |
| 2015年 | 7月23日  | 松岡禎丞、高橋未奈美、霜月はるか、部長代理MC青木瑠璃子                                       |
| 2015年 | 8月6日   | REVALCY、妖精帝國                                                                            |
| 2015年 | 8月20日  | 早見沙織、Ray                                                                                |
| 2015年 | 9月3日   | yozuca*、綾野ましろ、VTR出演：田所あずさ                                                     |
| 2015年 | 9月17日  | 妹S、高木美佑                                                                                |
| 2015年 | 10月1日  | 内田彩、中村繪里子、上坂すみれ                                                               |
| 2015年 | 10月15日 | 石田燿子、楠田亜衣奈                                                                         |
| 2015年 | 10月29日 | 小野早稀、桑原由気、Suara、VTR出演：i☆Ris                                                    |
| 2015年 | 11月12日 | ゲーム「モンスターハンタークロス」特集 FUNCTION6ch、大橋彩香                                 |
| 2015年 | 11月26日 | 黒崎真音、Wake Up, Girls!（永野愛理、青山吉能、奥野香耶）                                    |
| 2015年 | 12月10日 | 石川綾子、Tokyo 7th シスターズ（篠田みなみ、高田憂希、高井舞香）                             |
| 2015年 | 12月24日 | ゲーム「ドラゴンクエストビルダーズ アレフガルドを復活せよ」特集 羽多野渉、千菅春香、護あさな |
| 2016年 | 1月21日  | Machico、今井麻美、中恵光城                                                                  |
| 2016年 | 2月4日   | まじかる☆あ～る(巴奎依、山崎エリイ、小市眞琴) every❤ing!(木戸衣吹、山崎エリイ)               |
| 2016年 | 2月18日  | 井口裕香、三森すずこ、佐々木未来、橘田いずみ                                                 |
| 2016年 | 3月3日   | 愛美、伊藤彩沙、徳井青空、下田麻美、中村繪里子                                               |

### イベント
- 電波諜報局 presents アニローソン 2014　恵比寿 ザ・ガーデンホール（2014年9月28日）

出演者
MC：May'n、鷲崎健
オープニングアクト：Machico
第一部：上坂すみれ、鈴木このみ、原田ひとみ、佐藤竜雄、内田彩、長妻樹里
第二部：内田彩、中村繪里子、郡司幹雄、でんぱ組.inc
- 電波諜報局 3周年記念感謝祭　恵比寿 ザ・ガーデンルーム（2016年3月20日）

出演者
MC：May'n、鷲崎健、Machico
第一部：電波諜報局　特別出張編 〜3年間振り返りBEST版〜
第二部：電波諜報局ライブ！

### エピソード
- 2014年6月12日の放送で20時40分頃、VTR終了後に画面が映らなくなり、その後音声も途絶えるトラブルが起こった。およそ15分後に放送が再開したが機材は完全には復旧せず、次のゲストの日笠陽子の登場部分から番組終了まですべて一台のカメラのみで撮影が行われ、VTRもモニターに映った画面をカメラで映すなどの対処で凌ぐことになった。当日はこのトラブルと通常より多い3組のゲストが出演したこともあり、番組終了が普段より40分以上遅くなった。
- 2014年11月27日の放送で番組冒頭から映像と音声のずれが生じ、ゲスト登場前に番組を中断しもう一度再開するも結局修正できず、そのままオンエアされた。タイムシフト再生では音声のずれが修正されたが、翌週に再放送されることが決定した。

## 電波ラボラトリー
電波ラボラトリー（でんぱラボラトリー）は、ニコニコ生放送で毎月第2（または第3）木曜日に放送されているインターネット番組。

### 概要
2016年5月26日にプレ放送として第0回が放送された後、6月9日より放送を開始した。
放送開始当初は隔週木曜日配信であったが、2017年11月23日放送の第38回より月1放送となり、2018年2月15日に放送された第41回を最後に放送を休止。
2021年10月28日配信の『鷲崎健のヨルナイト×ヨルナイト』にて、May'nが月曜のマンスリーアシスタントであった流れから正式に番組のコラボをし、ヨルナイト内で電波ラボラトリーの再現を行った。ゲストに妖精帝國のゆいを招いた。
2025年5月2日に第42回が放送され、月1放送として7年ぶりに再開した。

### パーソナリティ
- 電波ラボラトリー 研究部 部長 ： May'n
- 電波ラボラトリー 研究部 部員 ： 鷲崎健
- 電波ラボラトリー 研究部 部長代理 ： 黒崎真音、Machico、西田望見

### ゲスト
| 年     | 月日     | ゲスト・内容 |
| ------ | -------- | --- |
| 2016年 | 5月26日  | 大木貢祐、山崎エリイ、橋本菫                                                                                             |
| 2016年 | 6月9日   | JAM Project（遠藤正明、きただにひろし）、DearDream、Mia REGINA                                                           |
| 2016年 | 6月23日  | Choucho、立花理香 |
| 2016年 | 7月21日  | 野水伊織、えなこ、鈴木みのり                                                                                             |
| 2016年 | 7月7日   | 三澤紗千香、高田憂希 |
| 2016年 | 8月4日   | TRUE、Machico |
| 2016年 | 8月18日  | 和島あみ、May'n |
| 2016年 | 9月1日   | 伊波杏樹、諏訪ななか、降幡愛、伊藤節生、黒崎真音（部長代理MC）                                                           |
| 2016年 | 9月15日  | 千菅春香、 angela（atsuko、KATSU）                                                                                       |
| 2016年 | 9月29日  | 加隈亜衣、山岡ゆり、Machico（部長代理MC）                                                                                |
| 2016年 | 10月13日 | 諏訪彩花、Mia REGINA（霧島若歌、上花楓裏、ささかまリス子）、西明日香                                                     |
| 2016年 | 10月27日 | 井口裕香、水瀬いのり |
| 2016年 | 11月10日 | meg rock（日向めぐみ）、クラムボン（ミト）                                                                               |
| 2016年 | 11月24日 | 西沢幸奏、May'n |
| 2016年 | 12月8日  | Hop Step Sing!（指出毬亜、鳥部万里子、日岡なつみ）、飯田里穂                                                             |
| 2016年 | 12月22日 | 岸田教団&THE明星ロケッツ（ichigo）、茅原実里                                                                             |
| 2017年 | 1月19日  | 横嶋俊久、阿部隆大、高田憂希、遠藤正明                                                                                   |
| 2017年 | 2月2日   | 東山奈央、every♥ing!（木戸衣吹、山崎エリイ）、Machico（部長代理MC）                                                      |
| 2017年 | 2月16日  | Pyxis（豊田萌絵、伊藤美来）、TRUE、西田望見（部長代理MC）                                                                |
| 2017年 | 3月2日   | DearDream、結城アイラ |
| 2017年 | 3月16日  | NOW ON AIR（飯野美紗子、田中有紀、神戸光歩）、Luce Twinkle Wink☆（宇佐美幸乃、板山紗織、桧垣果穂、深沢紗希、錦織めぐみ） |
| 2017年 | 3月23日  | 大和田仁美、ALI PROJECT（宝野アリカ）                                                                                    |
| 2017年 | 4月13日  | 山崎エリイ、相坂優歌、青木瑠璃子、石原章弘                                                                               |
| 2017年 | 4月27日  | 芹澤優、AIKATSU☆STARS!（堀越せな、藤城リエ、未来みき、星咲花那）                                                         |
| 2017年 | 5月11日  | たぴみる、水間友美 |
| 2017年 | 5月25日  | 西田望見、A応P（福緒唯、巴奎依、水希蒼、広瀬ゆうき）                                                                     |
| 2017年 | 6月8日   | 清水彩香、櫻川めぐ、妖精帝國（ゆい）                                                                                     |
| 2017年 | 6月22日  | 富永TOMMY弘明、JUNNA |
| 2017年 | 7月6日   | bamboo、朝日奈丸佳、山村響、高森奈津美                                                                                   |
| 2017年 | 7月20日  | ORESAMA（ぽん、小島英也）、NANO                                                                                          |
| 2017年 | 8月3日   | 福山芳樹、Wake Up,May'n!（May'n、永野愛理、青山吉能、奥野香耶）                                                          |
| 2017年 | 8月17日  | 高田憂希、大橋彩香、南早紀                                                                                               |
| 2017年 | 8月31日  | 777☆SISTERS（加隈亜衣、井澤詩織、桑原由気）、angela（atsuko、KATSU）                                                     |
| 2017年 | 9月14日  | 22/7（天城サリー、倉岡水巴、花川芽衣、帆風千春）、黒崎真音                                                               |
| 2017年 | 9月28日  | 高倉有加、広瀬ゆうき、奥山敬人、筆村栄心                                                                                 |
| 2017年 | 10月12日 | edda、May'n |
| 2017年 | 10月26日 | every♥ing!（木戸衣吹、山崎エリイ）、鈴木崚汰、相坂優歌、中島愛                                                           |
| 2017年 | 11月9日  | JAM Project（奥井雅美）、東山奈央                                                                                        |
| 2017年 | 11月23日 | RIRIKO、rionos |
| 2017年 | 12月21日 | 渕上舞、茅原実里 |
| 2018年 | 1月18日  | 鈴木みのり、綾野ましろ                                                                                                   |
| 2018年 | 2月15日  | Machico、MYTH & ROID（KIHOW）                                                                                            |
| 2025年 | 5月2日   | KOTOKO、山崎エリイ |
| 2025年 | 6月7日   | i☆Ris（茜屋日海夏、若井友希）、アイドルマスター シャイニーカラーズ（八巻アンナ、紫月杏朱彩）                             |